# NGC 6515
NGC 6515 is een elliptisch sterrenstelsel in het sterrenbeeld Draak. Het hemelobject werd op 2 juli 1884 ontdekt door de Amerikaanse astronoom Lewis A. Swift.

## Synoniemen
- UGC 11071
- MCG 8-33-3
- ZWG 254.4
- PGC 61167